# Georg Scheibelreiter

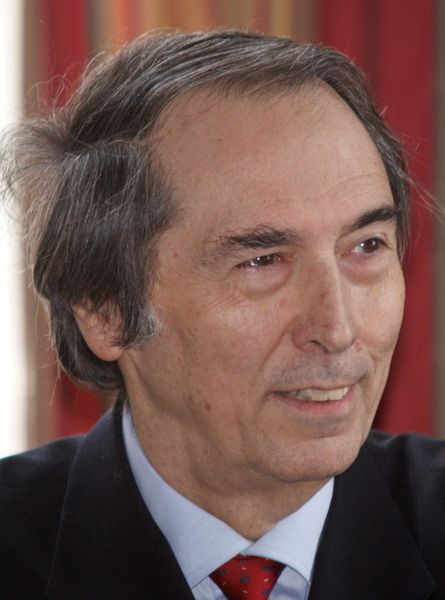
Georg Scheibelreiter, aufgenommen 2014 von Werner Maleczek

Georg Scheibelreiter (* 3. Februar 1943 in Wien) ist ein österreichischer Historiker, Heraldiker und Hochschullehrer.

## Leben
Georg Scheibelreiter begann nach der Reifeprüfung 1961 an der Universität Wien ein Doppelstudium: In der Studienrichtung Rechtswissenschaften graduierte er 1967 zum Mag. iur., in den Fächern Geschichte und Kunstgeschichte wurde er 1971 zum Dr. phil. promoviert. Von 1971 bis 1974 absolvierte er den Ausbildungskurs am Institut für Österreichische Geschichtsforschung (IÖG) zur Vertiefung seiner Kenntnisse in den historischen Hilfswissenschaften des Mittelalters und der Neuzeit. Parallel arbeitete er von 1970 bis 1980 am Projekt „Tabula Imperii Byzantini“ der Österreichischen Akademie der Wissenschaften in Wien, von 1972 bis 1980 auch als Universitätsassistent am Institut für Österreichische Geschichtsforschung bei Heinrich Fichtenau. 1973 erhielt Scheibelreiter ein Forschungsstipendium für die Archives nationales in Paris.
Im Jahr 1980 wurde Scheibelreiter an der Geisteswissenschaftlichen Fakultät der Universität Wien bei Heinrich Fichtenau und Herwig Wolfram für die Fächer „Mittelalterliche Geschichte und historische Hilfswissenschaften“ habilitiert und war in den folgenden Jahren als Universitätsdozent an der Universität Wien sowie als Gastprofessor an der Universität Innsbruck (1981 und 1994), der University of Minnesota in Minneapolis (1986) und der Universität Klagenfurt (1988/89) tätig. Daneben ist er seit 1983 verantwortlicher Redakteur der Mitteilungen des Instituts für Österreichische Geschichtsforschung (MIÖG). Von 1997 an war er als außerordentlicher Universitätsprofessor an der Universität Wien tätig. 2008 trat er in den Ruhestand.
Zu den Schwerpunkten in der Arbeit von Georg Scheibelreiter gehören das Frühmittelalter und seine Mentalitätsgeschichte, die Hagiographie, die Historischen Hilfswissenschaften der Heraldik, Genealogie und Sphragistik sowie in Zusammenhang damit das Tier, aber auch die Fabelwesen im Mittelalter.
Scheibelreiter ist in verschiedenen ehrenamtlichen Funktionen nicht nur in seinen Forschungsgebieten tätig, so seit 1990 als Leiter der Sektion „Heraldik, Genealogie und Prosopographie“ beim Österreichischen Historikertag, seit 1993 als Vorstandsmitglied der Heraldisch-Genealogischen Gesellschaft „Adler“ in Wien und seit 2002 als Vorstandsmitglied der Erika-Mitterer-Gesellschaft.
Scheibelreiter erhielt 1984 den Förderungspreis der Kardinal Innitzer-Stiftung, 1990 den Preis der Adolf-Schärf-Stiftung der Stadt Wien. Darüber hinaus sind ihm Ehrungen durch verschiedene internationale Organisationen zuteilgeworden, so als Fellow of the Center for Austrian Studies der University of Minnesota (1987), als Socio onorario dell‘ Istituto del Sacro Romano Impero in Florenz (1989), als Académicien der Académie internationale d’héraldique in Paris (1999) sowie als Ehrenmitglied des HEROLD. Verein für Heraldik, Genealogie und verwandte Wissenschaften zu Berlin (2010).

## Schriften (Auswahl)
Monografien
- Tiernamen und Wappenwesen (= Veröffentlichungen des Instituts für Österreichische Geschichtsforschung. Bd. 24). Böhlau, Wien u. a. 1976, 2. ergänzte Auflage 1992, ISBN 3-205-05475-X.
- Der Bischof in merowingischer Zeit (= Veröffentlichungen des Instituts für Österreichische Geschichtsforschung. Bd. 27). Böhlau, Köln u. a. 1983, ISBN 3-205-08533-7.
- Die barbarische Gesellschaft. Mentalitätsgeschichte der europäischen Achsenzeit 5.–8. Jahrhundert. Primus-Verlag, Darmstadt 1999, ISBN 3-89678-217-7.
- Heraldik. Oldenbourg, Wien u. a. 2006. 2. Auflage. Oldenbourg, München 2013, ISBN 978-3-486-59124-8.
- Wappenbild und Verwandtschaftsgeflecht: kultur- und mentalitätsgeschichtliche Forschungen zu Heraldik und Genealogie  (= Mitteilungen des Instituts für Österreichische Geschichtsforschung. Ergänzungsband 53). Oldenbourg, München 2009, ISBN 978-3-486-58935-1.
- Die Babenberger. Reichsfürsten und Landesherren. Böhlau, Wien u. a. 2010, ISBN 978-3-205-78573-6.

Herausgeberschaften
- mit Anton Scharer: Historiographie im frühen Mittelalter (= Veröffentlichungen des Instituts für Österreichische Geschichtsforschung. Bd. 32). Oldenbourg, Wien/München 1994, ISBN 3-486-64832-2.
- mit Andrea Sommerlechner (Hrsg.): Stadt, Partei und Fürst. Mentalitätsgeschichtliche Studien zur Chronistik der trevisanischen Mark  (= Veröffentlichungen des Instituts für österreichische Geschichtsforschung. Bd. 28). Böhlau, Wien u. a. 1988, ISBN 3-205-08534-5.